# Малютін Мартин Володимирович
Малютін Мартин Володимирович (5 липня 1999) — російський плавець.
Призер Чемпіонату світу з водних видів спорту 2019 року.
Призер Чемпіонату світу з плавання на короткій воді 2018 року.
Чемпіон Європи з водних видів спорту 2020 року, призер 2018 року.